# Sophus Danneskiold-Samsøe (1804-1894)
 Der er flere personer med dette navn, se Sophus Danneskiold-Samsøe (1900-1966).
Magnus Otto Sophus greve Danneskiold-Samsøe (født 4. juli 1804, død 31. januar 1894) var en dansk generalpostdirektør.
Han var søn af Christian Conrad Sophus Danneskiold-Samsøe og Henriette Danneskiold-Samsøe, grundlæggeren af Holmegaard Glasværk , fødtes 4. juli 1804, indtrådte 1824 som assessor auscultans i Generalpostdirektionen, blev 1832 assessor med stemme og underskrift, 1833 4. postdirektør, senere 2. postdirektør og 1842 generalpostdirektør, hvilken stilling han beklædte til nytår 1874; 1846 fik han Storkorset og ved sin afgang Elefantordenen; i Ordenskapitlet var han siden 1889 kansler efter tidligere at have været dets vicekansler og skatmester. Ved siden af sit embede har Danneskiold-Samsøe varetaget forskellige offentlige hverv, bl.a. præsidiet i Landhusholdningsselskabet.
I den menneskealder, Danneskiold-Samsøe ledede det danske postvæsen, undergik dette gennemgribende forandringer: Indførelsen af den ensartede porto, oprettelsen af regelmæssige dampskibsforbindelser, landpostvæsenets indretning, postbesørgelsen ad jernbanerne, en mængde forbedringer i postforsendelsernes behandling og indførelse af postanvisninger og -opkrævninger, alle disse foranstaltninger betegnede store fremskridt. Blev disse påskønnede af publikum, var det ikke mindre vel set, at Danneskiold-Samsøe – der nærede den største interesse for postvæsenets embedsstand, som til gengæld var sin humane og velvillige foresatte hengiven – efterhånden fik embederne besatte med mere kvalificerede personer, end tidligere ofte havde været tilfældet, og derved forbedrede Aanden i etaten; hertil bidrog det også, at postmestrene blev satte på fast gage og undergivet et skærpet tilsyn ved ansættelsen af postinspektører.
Af jordegods ejede Danneskiold-Samsøe gårdene Nordfelt, Ålebæksgård og Klosterskovgård, alle på Møn. Han blev gift 1. gang 1835 med Frederikke Marie von Levetzau (1813-1852), datter af generalmajor Hans Frederik Hannibal von Levetzau og 2. gang 1866 med Fernanda Caroline Bille, (f. 1835), datter af viceadmiral Steen Andersen Bille. Han døde 31. januar 1894.